# Haematopota imbrium
Haematopota imbrium är en tvåvingeart som beskrevs av Christian Rudolph Wilhelm Wiedemann 1828. Haematopota imbrium ingår i släktet Haematopota och familjen bromsar.
Artens utbredningsområde är Zimbabwe. Inga underarter finns listade i Catalogue of Life.